# Scopula recusataria
Scopula recusataria är en fjärilsart som beskrevs av Walker 1861. Scopula recusataria ingår i släktet Scopula och familjen mätare. Inga underarter finns listade.